# Велика Сушиця
Вели́ка Суши́ця — село в Україні, у Самбірському районі Львівської області. Населення становить 1275 осіб (2001 р.). Орган місцевого самоврядування — Хирівська міська рада.

## Розташування
Село розташоване за 25 км на північний захід від райцентру і за 8 км на південь від Хирова, тягнеться з північного заходу на південний схід. Велика Сушиця простяглулась однією вулицею майже на 10 км вздовж річки Семигірки, яка є притокою Стривігору. Село розташоване між двома пологими хребтами з вершинами Кошарка (651 м), Зомкля (Гута) (724 м), Валинська (591 м) та іншими. Село майже з усіх боків оточене лісами.
На південно-східній околиці села бере початок річка Левурда.

## Історія
На території села археологічні розкопки виявили стоянку первісної людини і тогочасні знаряддя праці. Перша писемна згадка відноситься до 23 листопада 1374. Того дня Володислав Опольський віддав Сушицю (також Добромиль, Смільницю, Старяву, Хирів, Городовичі, Чаплі, Сусідовичі) своїм посіпакам братам Гербурту і Фрідріху Павезам. До 1772 р. село знаходилося в Перемишльській землі Руського воєводства.
У 1880 р. населення села складалося з 1291 русина (українця), 6 поляків та 3 німців . За конфесійною приналежністю населення розподілялося так: 1231 греко-католик, 8 римо-католиків, 61 юдеїв (євреїв). У 1928 р. в селі існувало три дерев'яні церкви: одна збудована 1830 р., інші дві — св. Николая і Вознесення — відповідно 1750 і 1768 рр. Того ж 1928 р. у Великій Сушиці мешкало 1752 особи, серед яких 7 римо-католиків, 30 євреїв і 159 школярів.
15 червня 1934 р. село передане з Самбірського повіту до Добромильського.
Постановою Кабінету міністрів України селу в 1995 р. було надано статус гірського населеного пункту.

## Населення

### Мова
Розподіл населення за рідною мовою за даними перепису 2001 року:
| Мова            | Кількість | Відсоток |
| --------------- | --------- | -------- |
| українська      | 1271      | 99.69 %  |
| російська       | 3         | 0.23 %   |
| інші/не вказали | 1         | 0.08 %   |
| Усього          | 1275      | 100 %    |

## Пам'ятки
З села походить ікона Богородиці з дитям і апостолами (15 ст.) із церкви Покладення чесної ризи Пресвятої Богородиці.
У селі встановлені пам'ятники:
- Пам'ятний знак Богданові Хмельницькому у вигляді погруддя біля в'їзду в село, відкритий у 1954 році;
- Братська могила воїнів УГА на території старого кладовища;
- Меморіальний комплекс землякам, воїнам Червоної армії, які загинули на фронтах Другої світової війни, розміщений на території школи;
- Могила вояка УСС на вершині Кошарка (північний хребет села).

## Визначні люди
- Віталій Заріцький (1996—2022) загинув у бою за незалежність України, 20 грудня 2022 року проти російський терористичних формувань. Уродженець села Велика Сушиця Львівської області. Закінчив «Нижанковицький професійний ліцей». Пізніше підписав контракт із Збройними силами України. Виконував бойові завдання у зоні проведення Антитерористичної операції/Операції Об'єднаних сил у лавах Львівської 80-ї окремої Десантно-штурмової бригади. За героїзм, виявлений при обороні Батьківщини, був нагороджений нагрудним знаком «Учасник АТО». Був одружений, мав двох діточок. Похований на Личаківському цвинтарі, у Львові 25 грудня 2022 року, на алеї Героїв ЗСУ.